# Heinrich Schoppen
Heinrich Rudolf Paul Karl Schoppen – nadburmistrz Łodzi w latach 1915–1917.
Był burmistrzem Gniezna (Oberbürgermeister) od 1905 roku. Od lutego 1915 roku był referentem do spraw komunikacyjnych i ekonomicznych Cesarsko-Niemieckiego Prezydium Policji w Łodzi. Po likwidacji Głównego Komitetu Obywatelskiego został mianowany najwyższym przedstawicielem cywilnej władzy administracyjnej w Łodzi. Powszechnie uznawany za wielkiego wroga Polaków.